# Bentley Corniche

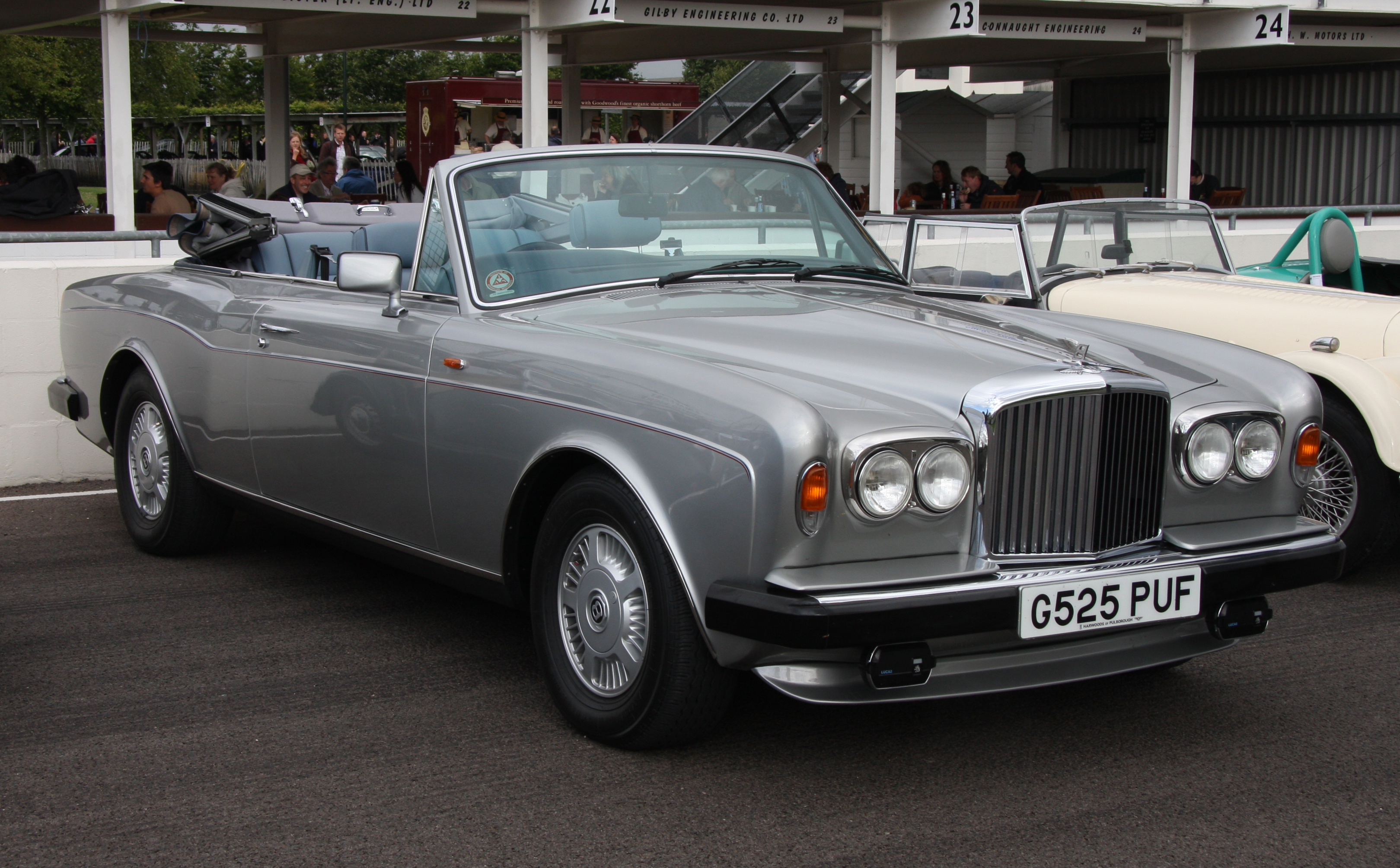
Bentley Continental

Bentley Corniche är en personbil, tillverkad av den brittiska biltillverkaren Bentley mellan 1971 och 1984. Därefter bytte bilen namn till Bentley Continental och tillverkades vidare till 1995.
Bentley Corniche är i praktiken en Rolls-Royce med annan kylargrill. För fler detaljer, se artikeln om Rolls-Royce Corniche.

## Tillverkning
| Modell             | Antal |
| ------------------ | ----- |
| Corniche coupé     | 63    |
| Corniche cabriolet | 77    |
| Continental        | 421   |
| Continental Turbo  | 8     |